# St. Nikolaus (Pfaffenhofen)

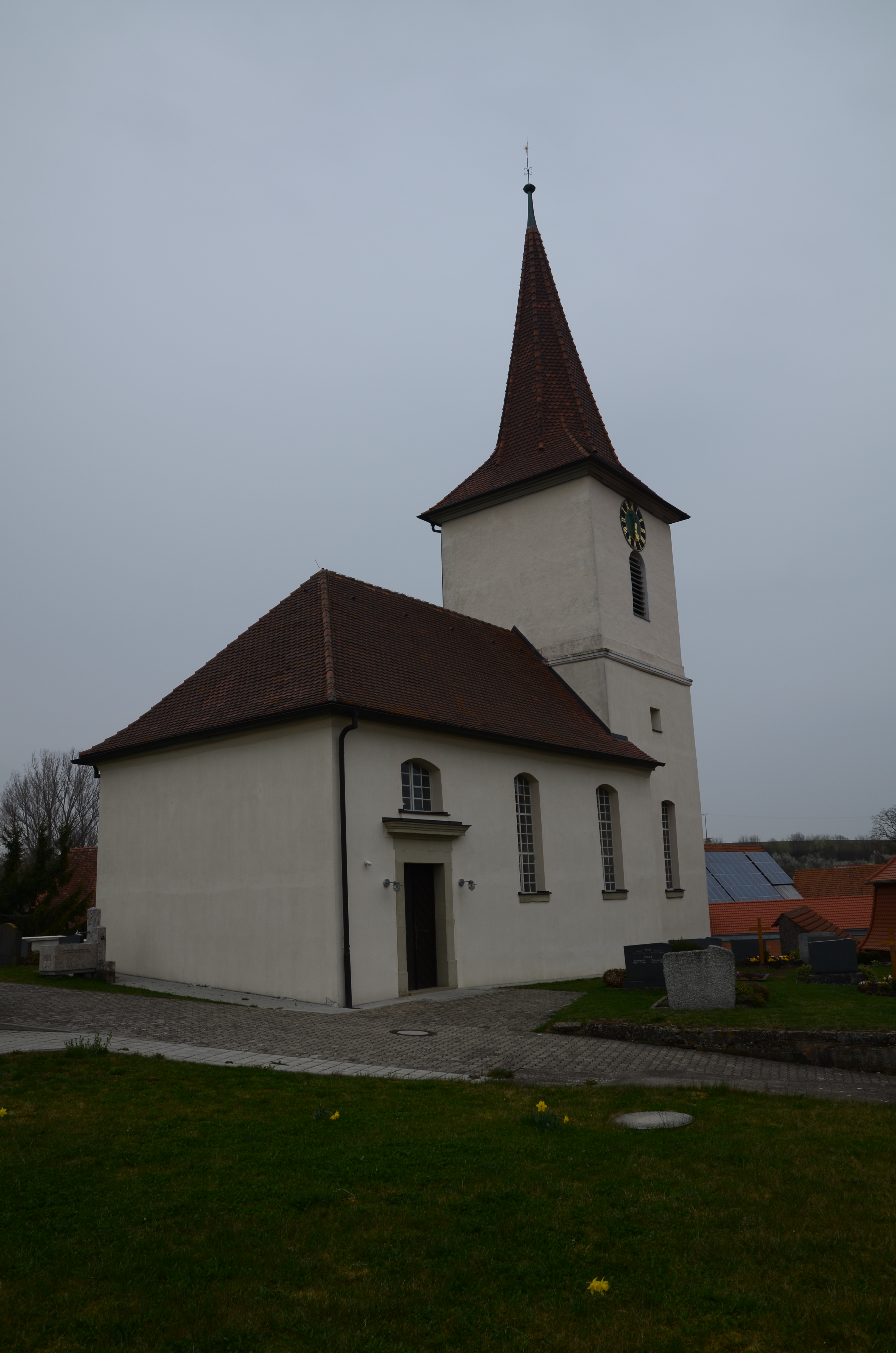
St. Nikolaus in Pfaffenhofen

Die denkmalgeschützte, evangelisch-lutherische Filialkirche St. Nikolaus steht in Pfaffenhofen, einem Gemeindeteil der Stadt Burgbernheim im  Landkreis Neustadt an der Aisch-Bad Windsheim (Mittelfranken, Bayern). Die Kirche ist unter der Denkmalnummer D-5-75-115-66 als Baudenkmal in der Bayerischen Denkmalliste eingetragen. Die Kirche gehört zur Pfarrei Ergersheim im Dekanat Bad Windsheim im Kirchenkreis Ansbach-Würzburg der Evangelisch-Lutherischen Kirche in Bayern. Namensgeber der Kirche ist Nikolaus von Myra.

## Beschreibung
Der Chorturm der Saalkirche stammt im Kern vom Ende des 14. Jahrhunderts. An ihn 1733/34 wurde nach Westen das Langhaus angefügt und der Chorturm mit einem Geschoss, das die Turmuhr und den Glockenstuhl beherbergt, aufgestockt und mit einem achtseitigen Knickhelm bedeckt. Der Innenraum des Langhauses, in dem Emporen eingebaut wurden, und der des Chors, d. h. das Erdgeschoss des Chorturms, sind mit einer gemeinsamen Flachdecke überspannt. Die Kanzel befindet sich seit 1733/34 über dem Altar.
2002 wurde die Kirche renoviert.